# Орган управления
О́рган управле́ния — общее название структуры где-либо (государство, общество и так далее) выполняющей задачи по управлению чем-либо.

## Государство
Орган управления в государстве — конкретные (например: Президент Российской Федерации, Правительство СССР, Министерство внутренних дел и другие) и абстрактные (обобщённые) (например: Федеральные органы власти, Федеральная служба, Местная администрация и другие) субъекты и объекты, предназначенные для управления (выполнения функций) государством и его субъектами на разных уровнях.
Их разделяют на:
- высшие
- низшие
- центральные
- федеральные
- региональные
- местные
- и так далее.

,а также на:
- центральный орган управления
- главный орган управления
- местный орган управления
- и так далее и тому подобное.

## Коммерция
Орган управления в акционерном обществе или обществе с ограниченной ответственностью — один из четырех возможных органов, предусмотренных законодательством Российской Федерации — России об акционерных обществах и обществах с ограниченной ответственностью, через которые общество осуществляет свою правоспособность. При этом два из них — общее собрание и единоличный исполнительный орган — являются обязательными, а создание Совета директоров (наблюдательного совета) и коллегиального исполнительного органа отнесено на усмотрение самого общества (за исключением публичных акционерных обществ, для которых Законом «Об акционерных обществах» также предусмотрено обязательное избрание Совета директоров).
Функционирование органов управления в обществе осуществляется по принципу разграничения полномочий. При этом наиболее важные вопросы деятельности общества отнесены к компетенции общего собрания, а вопросы оперативного управления — к компетенции единоличного исполнительного органа. При этом иногда говорят о принципе «остаточной компетенции» единоличного исполнительного органа, поскольку, как считается, в его ведение входит решение всех вопросов, которые прямо не отнесены к компетенции иных органов управления общества законами России и Уставом общества.

### Классификация
Органы управления в коммерческой организации можно классифицировать по нескольким параметрам:
- по количественному составу — различают коллегиальные органы управления (общее собрание, совет директоров и коллегиальный исполнительный орган), состоящие из группы лиц, и единоличный орган управления (единоличный исполнительный орган), являющийся физическим либо юридическим лицом. При этом, однако, общее собрание может быть представлено единственным акционером или участником. В этом случае законодательством предусмотрены облегченные процедурные требования к созыву таких общих собраний и порядку принятия ими решений.
- по характеру управленческой деятельности — различают стратегические органы управления (общее собрание и совет директоров) и оперативные (исполнительные) органы управления (единоличный и коллегиальный исполнительные органы).
- по типу лиц, могущих входить в состав того или иного органа, — различают органы, состоящие исключительно из физических лиц (совет директоров и коллегиальный исполнительный орган), и органы, которые могут быть представлены как физическими, так и юридическими лицами (общее собрание, единоличный исполнительный орган).
- по отрасли права, регулирующей отношения общества с лицами, входящими в состав органов управления, — различают органы управления, деятельность которых регулируется исключительно гражданским законодательством (общее собрание, совет директоров), и органы управления, деятельность которых регулируется как гражданским, так и трудовым законодательством (коллегиальный и единоличный исполнительный органы).